# Gorączka reumatyczna

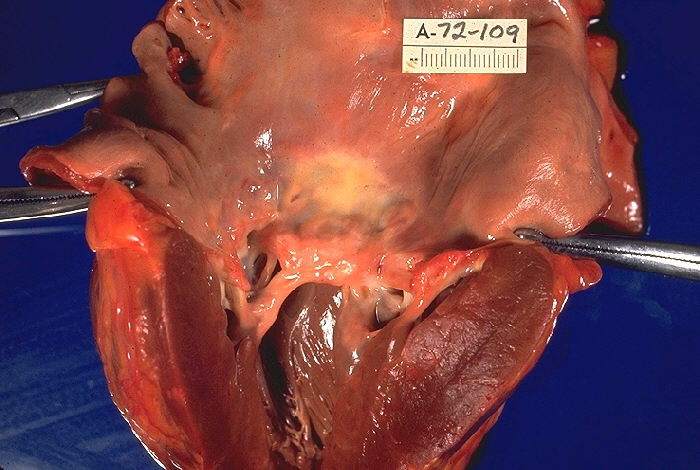
Obraz sekcyjny serca zmienionego w przebiegu gorączki reumatycznej. Rozcięte wnętrze lewej komory ujawnia pogrubiałe płatki zastawki mitralnej, pogrubiałe struny ścięgniste i przerost miokardium

Gorączka reumatyczna (łac. morbus rheumaticus) – choroba ogólnoustrojowa o podłożu autoimmunologicznym. Gorączka reumatyczna jest powikłaniem ostrego zapalenia gardła wywołanego przez paciorkowce β-hemolizujące grupy A (PBHA), co jest uwarunkowane podobieństwem antygenów paciorkowcowych i ludzkich. W patogenezie choroby mają udział predyspozycje genetyczne. Gorączka reumatyczna jest najczęstszą na świecie przyczyną nabytych wad serca u dzieci i ludzi młodych.
Autorstwo przysłowia medycznego opisującego naturę tej choroby: "Gorączka reumatyczna liże stawy, kąsa serce" przypisywane jest Charlesowi Lasègue.

## Epidemiologia
Szczyt zachorowań przypada na 10.-12. rok życia. Obserwuje się tendencję spadkową zachorowalności na gorączkę reumatyczną. Jest powikłaniem około 3% przypadków nieleczonego antybiotykami paciorkowcowego zapalenia gardła i migdałków.

## Etiologia

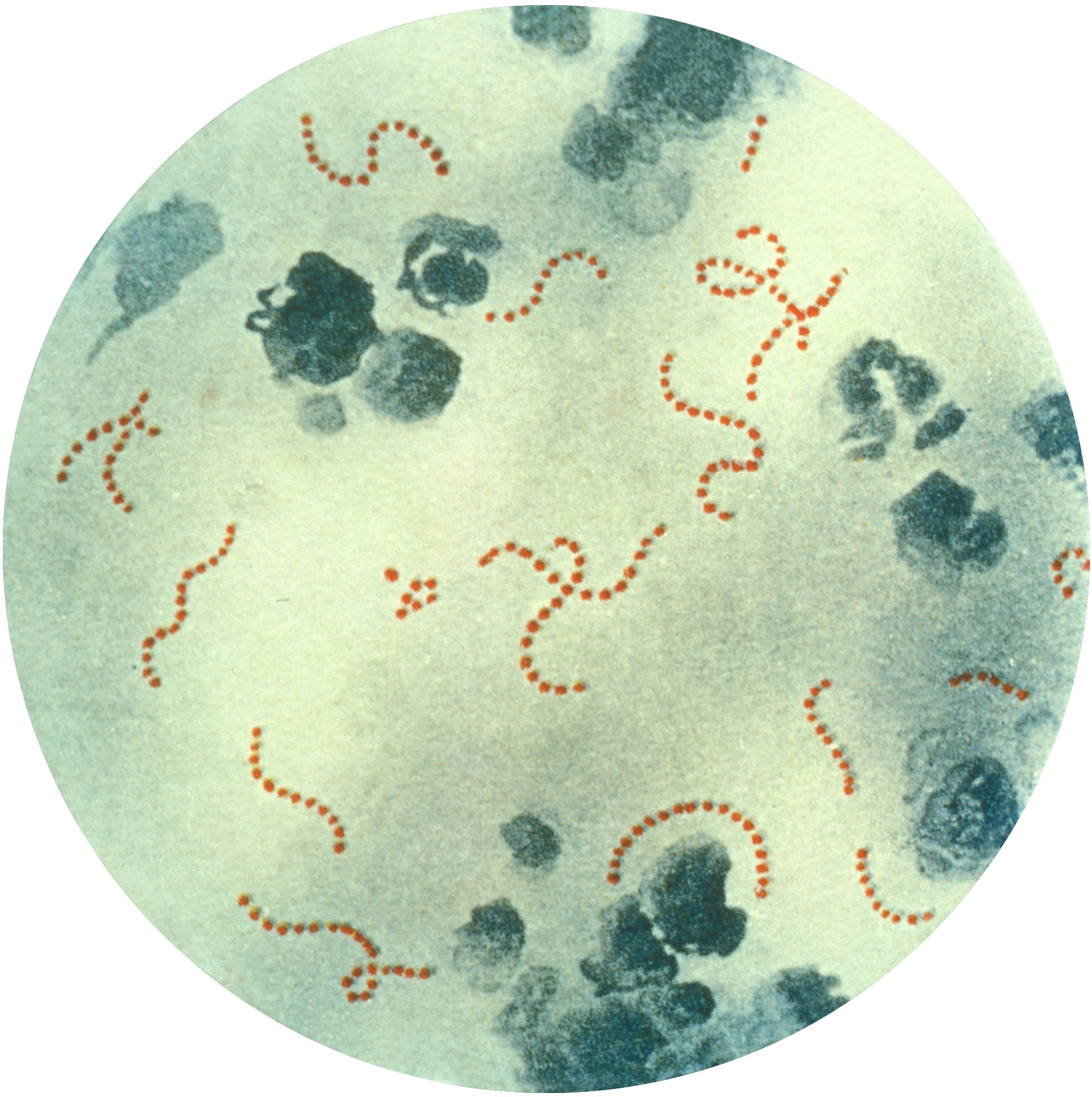
Mikrofotografia próbki ropy z widocznym Streptococcus pyogenes przy użyciu barwnika Pappenheim'a

Wywołana jest zakażeniem paciorkowcem beta-hemolizującym grupy A (Streptococcus pyogenes), przy istniejącym hiperergicznym odczynie na zakażenie bakteryjne z elementami autoagresji. Pojawia się najczęściej po przebyciu anginy paciorkowcowej, lub płonicy. Wrażliwość na antygeny paciorkowców uwarunkowana jest obecnością antygenu HLA II DR4. Najczęściej wywołującymi nieprawidłową odpowiedź immunologiczną typami paciorkowców są M 1, 3, 5, 6 i 18.

## Patogeneza

Guzek Aschoffa w zapaleniu mięśnia sercowego w przebiegu gorączki reumatycznej

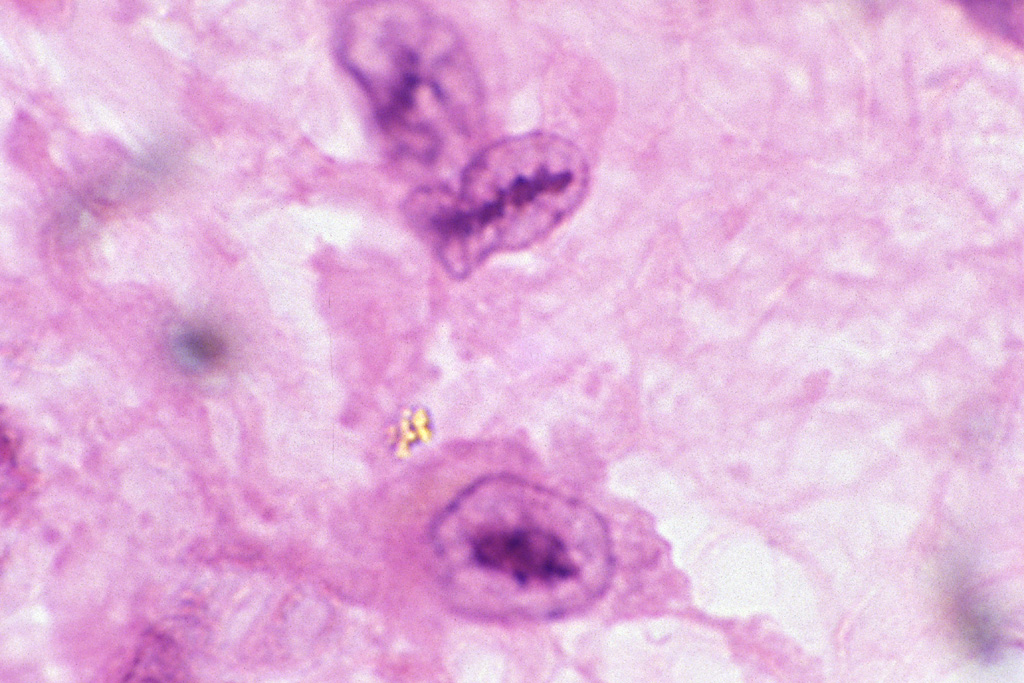
Komórki Aniczkowa

Istotą choroby są zmiany zapalne w tkance łącznej serca i naczyń, gdzie powstają nacieki komórkowe (guzki Aschoffa), które martwieją i bliznowacieją. 

## Objawy i przebieg

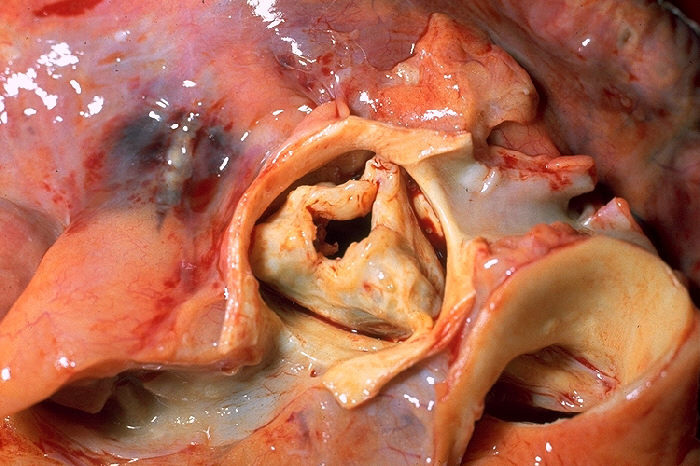
Preparat sekcyjny, widoczna stenoza aortalna

Choroba ujawnia się po około 3 tygodniach od przebytego paciorkowcowego zapalenia gardła. Przebiega w ostrych rzutach, które trwają około 4–6 tygodni, przejawiają się dolegliwościami stawowymi. Okresy utajenia choroby mogą trwać kilka lat. Podczas pozornego wygaśnięcia choroby procesy reumatyczne przebiegają w mięśniu sercowym i wsierdziu. 
Objawami są:
- zmiany zapalne dużych stawów (u ponad 90% chorych): utrzymują się kilka lub kilkanaście dni, następnie przechodzą i pojawiają się w innym stawie. Nigdy nie dochodzi do destrukcji i zmian radiologicznych w stawach, co odróżnia chorobę reumatyczną od reumatoidalnego zapalenia stawów;
- zapalenie serca – zapalenie wsierdzia, zapalenie mięśnia sercowego, zapalenie osierdzia (ponad 50% chorych); objawia się szmerem niedomykalności mitralnej, rzadziej szmerem mezodiastolicznym (szmer Careya Coombsa), mogą pojawić się zmiany w EKG typu bloku AV I° – daje objawy duszności, kołatania serca i bólu za mostkiem[1]
- pląsawica Sydenhama: ruchy mimowolne mięśni twarzy i kończyn, osłabienie, labilność emocjonalna, ustępuje bez leczenia w ciągu 1–2 tygodni
- rumień brzeżny (5% pacjentów)
- guzki podskórne Meyneta.

Mają średnicę 0,5–2 cm. Zlokalizowane są na powierzchniach wyprostnych stawów (zwłaszcza łokciowych i kolanowych). Są niebolesne, przesuwalne względem podłoża, bez zaczerwienienia skóry nad nimi. Obecne są zwykle u chorych z zajęciem serca.

### Powikłania
Najpoważniejsze komplikacje związane są z zajęciem serca, głównie zastawki mitralnej. Doprowadza to w przebiegu choroby, do jej zwężenia niekiedy krytycznego, skutkując niewydolnością krążenia i koniecznością wymiany zastawki.

## Rozpoznanie
Za kryteria rozpoznania choroby uznaje się tzw. kryteria Jonesa, które dzielą się na większe i mniejsze:

Kryteria większe
1. wędrujące zapalenie stawów
2. zapalenie serca (pancarditis)
3. guzki podskórne
4. rumień obrączkowaty (brzeżny)
5. pląsawica Sydenhama

Kryteria mniejsze
1. gorączka
2. bóle stawów
3. zwiększone OB lub CRP
4. wydłużony odstęp PQ (PR) w EKG.

Do rozpoznania potrzebne jest stwierdzenie dwóch objawów większych lub jednego większego i dwóch mniejszych. Nie można brać pod uwagę objawu małego jeżeli został uwzględniony jako objaw duży.

## Leczenie
W leczeniu przeciwpaciorkowcowym i w prewencji pierwszego rzutu choroby stosuje się penicyliny. U pacjentów uczulonych na penicylinę lekiem z wyboru jest erytromycyna lub sulfadiazyny. W leczeniu objawowym przeciwzapalnym zastosowanie znajdują kortykosteroidy i kwas acetylosalicylowy.
| Lek                                        | Dawka                                      | Czas podawania                                   |
| Penicylina benzylobenzatynowa (Debecylina) | 600 000 j. (u dzieci <30 kg)               | 1× co 3–4 tyg.                                   |
| Penicylina benzylobenzatynowa              | 1 000 000 j. (u dzieci >30 kg i dorosłych) | 1× co 3–4 tyg.                                   |
| Pencylina fenoksymetylowa                  | 500 j.                                     | 2×dziennie doustnie                              |
| V-cylina                                   | 400 000 j.                                 | 2×dziennie doustnie                              |
| Prednizolon                                | 1 mg/kg m.c.                               | 1× dziennie przez 3 tyg., potem zmniejszyć dawkę |
| Kwas acetylosalicylowy                     | 0,75 mg/kg m.c.                            | 1× dziennie 6–12 tyg.                            |

Zalecane jest pozostanie w łóżku i stopniowy powrót do normalnej aktywności.